# فرعي الحزمة
فرعي الحزيمة (بالإنجليزية: Bundle branches)‏ هما فرعان جانبيان من حزمة هيس الموجودة في بطين القلب. ويعلب كلا الفرعين دورا متصلا بنظام التوصيل الكهربائي للقلب عن طريق نقل جهد فعل القلب من حزمة هيس إلي ألياف بيركنجي.